# Mal gesto
Mal Gesto película israelí dirigida por Tzahi Grad y estrenada en el año 2007

## Argumento
La mañana del Día Conmemorativo del Holocausto, el coche de Michael Kleinhaus choca con el de Dreifus, un violento veterano de guerra. Cuando Tamar, la mujer de Michael, le hace un gesto obsceno, el militar responde acelerando su vehículo para embestir a los Kleinhaus. Michael espera que la situación se resuelva gracias a las autoridades. Sin embargo, cuando descubre que Dreifus tiene amistades en el poder, Michael se debate entre el deseo de justicia y las amenazas que recibe de los corruptos.